# Arthur Clees
Arthur Vinzent Clees (* 2002 in Esch-sur-Alzette) ist ein Luxemburger Jazzmusiker (Vibraphon, Komposition). 

## Leben und Wirken
Clees wuchs in Esch auf und erhielt am örtlichen Konservatorium zunächst Cellounterricht. Er begann, sich für Schlaginstrumente zu interessieren und konzentrierte sich auf das klassische Schlagwerk. Nach mehreren Jahren begann er, sich für den Jazz zu interessieren; dabei wechselte er vom Schlagzeug zum Vibraphon. Nach dem Abitur begann er 2021  an der Hochschule für Musik Carl Maria von Weber Dresden sein Bachelorstudium in Jazzkomposition, das er derzeit absolviert.
Clees war bereits als Sideman und Bandleader an verschiedenen Bandprojekten beteiligt. So arbeitete er im Duo mit der Sängerin Kateryna Kravchenko und veröffentlichte sein Solo-Albums Stay, Temporary Home bei Macro Recordings. sowie Alben mit seinem (um mehrere Sänger erweiterten) Quintett Anima (Xjazz! 2023) und mit seinem Projekt Jambal (im Eigenverlag) sowie ein Live-Album mit einem improvisierten Duo-Set mit Jan Jelinek.

## Preise und Auszeichnungen
Clees war 2019 Preisträger der Bourse Michelle und errang 2020 den ersten Preis bei den Drummer Days in Luxemburg. Mit der Band Anima erhielt er 2022 den ersten Preis der Hans & Eugenia Jütting Stiftung. Mit Kateryna Kravchenko gewann er 2023 den internationalen Wettbewerb Jazz Juniors in Krakau.